# Брусянка (река)
Бруся́нка — река в Белоярском районе Свердловской области России, левый приток Исети. Длина реки — 39 км. Пересекает Сибирский тракт на 38 километре.
Притоки: Карабалка, Мешков Лог, Якуниха.
В районе деревни Гилёвой на реке расположен Гилёвский водопад искусственного происхождения, тремя рукавами стекающий с речной плотины. Один из его рукавов имеет высоту 2,5 метра.
Населённые пункты:
- Верхнее Дуброво
- Малобрусянское
- Гусева
- Студенческий
- Чернобровкина
- Большебрусянское
- Шиши
- Гилёва (Гилёво)
- Черноусово

## Данные водного реестра
По данным государственного водного реестра России относится к Иртышскому бассейновому округу, водохозяйственный участок реки — Исеть от города Екатеринбург до впадения реки Теча, речной подбассейн реки — Тобол. Речной бассейн реки — Иртыш.
Код объекта в государственном водном реестре — 14010500612111200002874.